# Düsedau
Düsedau ist Ortschaft und Ortsteil der kreisangehörigen Hansestadt Osterburg (Altmark) im Landkreis Stendal in Sachsen-Anhalt.

## Geographie

### Lage
Düsedau, ein zweiteiliges Straßendorf mit Kirche, liegt an der Uchte, kurz vor deren Mündung in die Biese, etwa drei Kilometer südöstlich der Stadt Osterburg (Altmark).

### Ortschaftsgliederung
Zur Ortschaft Düsedau gehören die Ortsteile Düsedau und Calberwisch.

## Geschichte

### Mittelalter bis Neuzeit
Der Ort tauchte 1238 erstmals in einer Urkunde als dimidium Dusdowe iuxta osterborgh auf, als Graf Siegfried von Osterburg Dörfer und Besitz in der Altmark, mit denen er vorher vom St. Ludgerikloster Helmstedt belehnt worden war, dem Abt Gerhard von Werden und Helmstedt überschrieb. Im Jahre 1292 bestätigten die Markgrafen Otto und Konrad die Schenkung von Ackern in villa Dusedowe an den Maternus-Altar der St.-Nikolaus-Kirche in Stendal. Im Landbuch der Mark Brandenburg von 1375 wird das Dorf als Dusdow aufgeführt. 1687 heißt es Düsedow und 1804 Düsedau und Düsedow. Es gab 5 Leineweber, eine Schmiede und eine Windmühle, die außerhalb des Dorfes im Südosten stand.
Zu den wechselnden Eigentümern Düsedaus gehörten unter anderem die von der Schulenburg sowie die Universität Viadrina in Frankfurt/Oder.

### Herkunft des Ortsnamens
Der Ortsname deutet auf eine ehemals elbslawische Siedlung hin. Er lässt sich aus einer Eigenschaft der Wische rekonstruieren und bedeutet so viel wie ‚modrig/übel riechend‘. Dies traf auf die Landschaft im Nordosten der Altmark vor der Melioration durchaus zu.
Ernst Haetge deutete 1938 den Ortsnamen so: Dusde bezeichnet entweder eine Person oder einen dort in der Landschaft häufigen Gegenstand.

### Archäologie
Archäologische Funde der Altmärkischen Tiefstichkeramik bei Düsedau, die derzeit auf 3500 bis 3300 v. Chr. datiert werden, bezeichnen eine Stufe der Trichterbecherkultur, parallel zu TrB-MES III und Baalberger Kultur.

### Eingemeindungen
Das Dorf gehörte bis 1807 zum Stendalschen Kreis, danach bis 1813 zum Landkanton Osterburg im Königreich Westphalen, ab 1816 kam die Gemeinde in den Kreis Osterburg, den späteren Landkreis Osterburg in der preußischen Provinz Sachsen.
Am 20. Juli 1950 wurde die bis dahin eigenständige Gemeinde Calberwisch nach Düsedau eingemeindet. Die Gemeinde Düsedau wurde am 25. Juli 1952 in den Kreis Osterburg umgegliedert.
Durch einen Gebietsänderungsvertrag haben die Gemeinderäte der Gemeinden Ballerstedt, Düsedau, Erxleben, Flessau, Gladigau, Königsmark, Krevese, Meseberg, Rossau, Walsleben und der Hansestadt Osterburg (Altmark) beschlossen, dass ihre Gemeinden aufgelöst und zu einer neuen Einheitsgemeinde mit dem Namen Hansestadt Osterburg (Altmark) vereinigt werden. Dieser Vertrag wurde vom Landkreis als unterer Kommunalaufsichtsbehörde genehmigt und trat am 1. Juli 2009 in Kraft.
Nach Umsetzung des Gebietsänderungsvertrages der bisher selbständigen Gemeinde Düsedau wurden Düsedau und Calberwisch Ortsteile der Hansestadt Osterburg (Altmark). Für die eingegliederte Gemeinde wurde die Ortschaftsverfassung nach den §§ 86 ff. der Gemeindeordnung Sachsen-Anhalt eingeführt. Die aufgenommene Gemeinde Düsedau (und der Ortsteil Calberwisch) wurden zu den Ortsteilen Düsedau und Calberwisch der neuen Hansestadt Osterburg (Altmark), wobei der Ortsbürgermeister Düsedaus weiterhin auch der Bürgermeister Calberwischs blieb. In der eingegliederten Gemeinde und nunmehrigen Ortschaft Düsedau wurde ein Ortschaftsrat mit vier Mitgliedern einschließlich des Ortsbürgermeisters gebildet.

### Einwohnerentwicklung

#### Gemeinde Düsedau
| Jahr | Einwohner |
| ---- | --------- |
| 1734 | 144       |
| 1772 | 161       |
| 1790 | 168       |
| 1798 | 179       |
| 1801 | 190       |
| 1818 | 235       |

| Jahr | Einwohner |
| ---- | --------- |
| 1840 | 277       |
| 1864 | 287       |
| 1871 | 297       |
| 1885 | 301       |
| 1892 | [00]293   |
| 1895 | 300       |

| Jahr | Einwohner |
| ---- | --------- |
| 1900 | [00]291   |
| 1905 | 299       |
| 1910 | [00]306   |
| 1925 | 315       |
| 1939 | 296       |
| 1946 | 519       |

| Jahr | Einwohner |
| ---- | --------- |
| 1964 | 600       |
| 1971 | 558       |
| 1981 | 445       |
| 1993 | 437       |
| 2006 | 353       |

Quelle wenn nicht angegeben:

#### Ortsteil Düsedau
| Jahr | Einwohner |
| ---- | --------- |
| 2011 | [00]196   |
| 2012 | [00]188   |
| 2018 | [00]185   |
| 2019 | [00]188   |
| 2020 | [00]190   |
| 2021 | [00]192   |

| Jahr | Einwohner |
| ---- | --------- |
| 2022 | [0]185    |
| 2023 | [0]184    |

## Religion

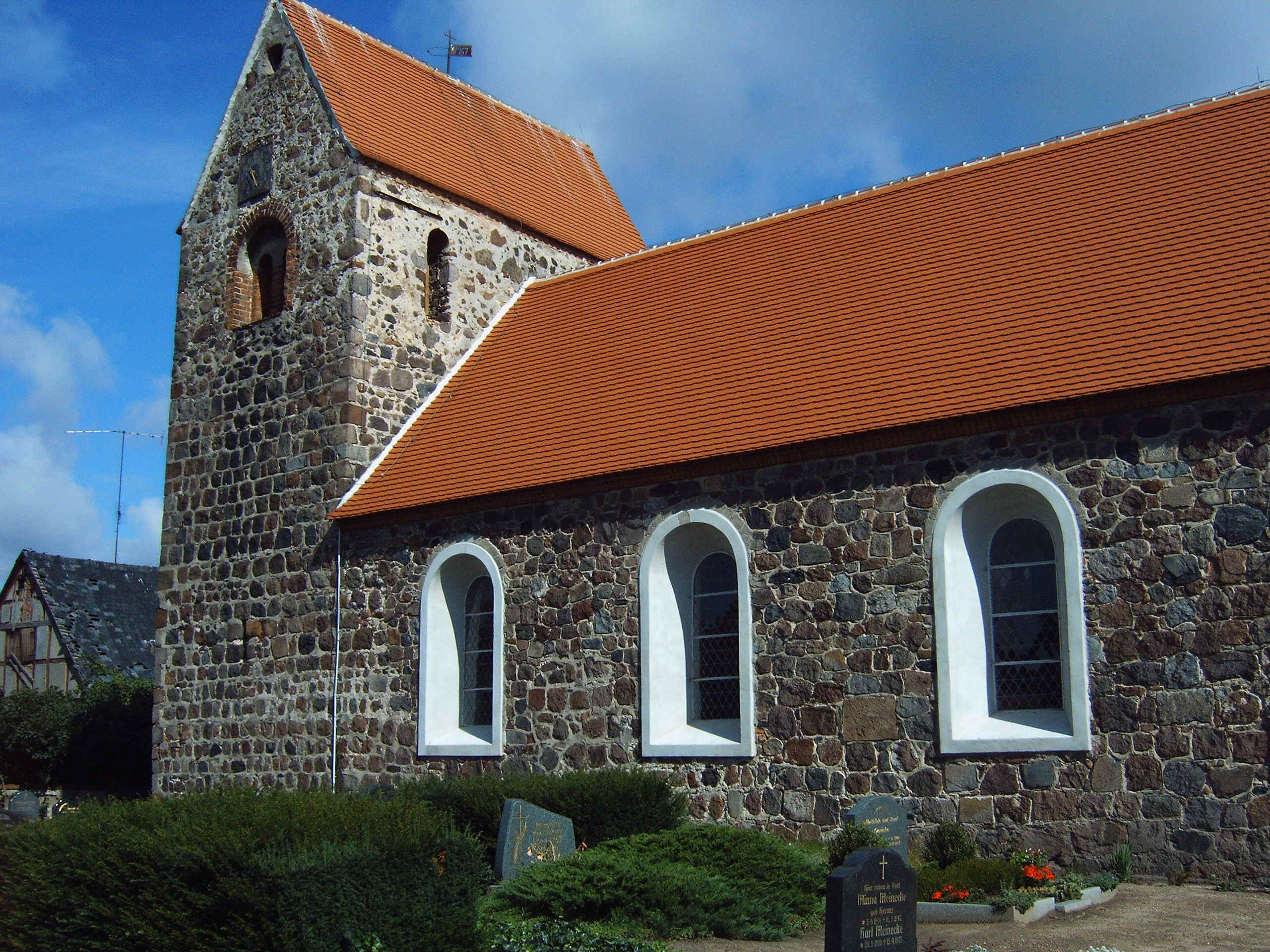
Dorfkirche Düsedau

Die evangelische Kirchengemeinde Düsedau gehörte früher zur Pfarrei Düsedau bei Osterburg. Die Kirchengemeinde Düsedau wird heute betreut vom Pfarrbereich Königsmark im Kirchenkreis Stendal im Propstsprengel Stendal-Magdeburg der Evangelischen Kirche in Mitteldeutschland.
Die ältesten überlieferten Kirchenbücher für Düsedau stammen aus dem Jahre 1680.
Die katholischen Christen gehören zur Pfarrei St. Anna in Stendal im Dekanat Stendal im Bistum Magdeburg.

## Politik

### Ortsbürgermeister
Der letzte Bürgermeister der Gemeinde war Roland Märker.
Von 2009 bis 2023 war Oliver Rüdrich Ortsbürgermeister der Ortschaft Düsedau. Nach seinem Ausscheiden aus dem Ortschaftsrat übernahm diese Funktion Linda Suppelna.

### Ortschaftsrat
Die Ortschaftsratswahl am 26. Mai 2019 ergab das folgende Ergebnis:
- Die Wählergemeinschaft „WG Düsedau“ errang 89,7 Prozent der Stimmen und damit alle Sitze.
- Die Kandidatin der CDU konnte mit 10,4 Prozent der Stimmen keinen Sitz erringen.

Gewählt wurden eine Ortschaftsrätin und drei Ortschaftsräte.
Die Wahlbeteiligung lag bei 56,4 Prozent.

### Wappen
Blasonierung: „In Grün ein schräglinker silberner Wellenbalken, oben ein sechsspeichiges silbernes Wagenrad, unten eine silberne Lilie.“
Die Gestaltung des Wappens für die Gemeinde Düsedau wurde von der Gemeinde im Jahr 2003 an den Heraldiker Jörg Mantzsch in Auftrag gegeben, um im Siegel, auf der Flagge der Gemeinde und im sonstigen Gebrauch ein den Regeln der Heraldik entsprechendes und von der Landesregierung genehmigtes Wappen als kommunales Hoheitszeichen des Ortes zu führen.
Düsedaus Ortsname hängt unmittelbar mit dem Namen der Grundherren von Düsedow zusammen. Sie führten in ihrem Familienwappen u. a. eine heraldische Lilie. Der Ortsteil Calberwisch war im Besitz der Familie von Jagow, deren Wappen ein Rad zierte.
Diese beiden Bezugspunkte in Verbindung mit dem Fluss Uchte sind Bestandteile des Ortswappens. Sie drücken sich durch das Rad (von Jagow), durch die Lilie (von Düsedow) und den schräglinken Wellenbalken (Uchte) aus. Auf der Gemeinderatssitzung am 3. Dezember 2003 wurde beschlossen, die o. g. Symbolik in das Ortswappen aufzunehmen. Der Schild soll dabei grün sein.
Die Gemeindefarben sind Silber (Weiß) – Grün.

### Flagge
Die Flagge ist Weiß – Grün (1:1) gestreift (Querform: Streifen waagerecht verlaufend, Längsform: Streifen senkrecht verlaufend) und mittig mit dem Gemeindewappen belegt.

## Kultur und Sehenswürdigkeiten
- Die evangelische Dorfkirche Düsedau, ein dreiteiliger Findlingsbau, ist vermutlich im 12. Jahrhundert errichtet worden.[26]
- Der Ortsfriedhof ist auf dem Kirchhof.
- In Düsedau steht das Kriegerdenkmal Düsedau, ein Denkmal für die Gefallenen des Ersten Weltkrieges, eine Granitstele auf stufenförmigem Sockel.[27]

## Wirtschaft und Infrastruktur
Das größte Unternehmen in der Ortschaft ist die Agrargenossenschaft Krevese-Düsedau.

### Verkehrsanbindung
Düsedau liegt nahe der Bundesstraße 189 (Stendal−Wittenberge), welche in Erxleben zu erreichen ist. Eine Landstraße (L14) führt über Hindenburg nach Arneburg und in die Wische. Der nächste Bahnhof befindet sich nach Stilllegung des eigenen Bahnhofes im 3 km entfernten Osterburg (Bahnstrecke Magdeburg–Stendal–Wittenberge).

## Sport
Düsedau gehört zu den Altmärkischen Wandernestern, die im Altmärkischen Wanderverein organisiert sind.

## Persönlichkeiten
- Bernhard von Jagow (1840–1916), Gutsbesitzer und preußischer Politiker, Mitglied des Preußischen Herrenhauses
- Ernst von Jagow (1853–1930), Oberpräsident in Westpreußen
- Otto Nique (* 1920 in Calberwisch), Politiker (NDPD)